# Марк Веббер
М́арк А́лан Ве́ббер (англ. Mark Alan Webber; 27 серпня 1976 року, Квінб'ян) — австралійський автогонщик, пілот Формули-1. 2009 року на Гран-прі Німеччини Марк став першим австралійським пілотом починаючи з 1981 року, що виграв Гран-прі Формули-1.

## Дитинство та початок кар'єри
Веббер народжується у місті Кюенбейн, Новий Південний Уельс, в сім'ї торговця мотоциклами. Середню освіту здобуває у місцевій школі. До спорту причетний з раннього віку працюючи наприкінці 80-х рр. XX ст. подавачем м'ячів (ball boy) у команді-переможниці регбійного чемпіонату — Канберра Райдерз (Canberra Raiders). Однак, пізніше його починає більше цікавити мотоспорт чому посприяли дитячі кумири Веббера — чемпіон Формули 1 Ален Прост та чемпіон мотогонок Кевін Шварц. Почавши з мотоциклів, у 1991, в віці 14 років він переходить до картингових перегонів. Він виграє регіональний чемпіонат 1993 р. і відразу потрапляє до «Формула Форд чемпіонату Австралії» для участі в якому батько Веббера купує болід «Ван Дімен ФФ 1600», що до цього належав переможцю даної серії Крейгу Ловденсу. У дебютному сезоні Веббер посідає 14 місце в загальному заліку паралельно працюючи в перервах між перегонами інструктором з водіння на сіднейській трасі Оран Парк. У тій самій серії, наступного сезону (1995 р.) Веббер здобуває декілька перемог, в тому числі гонку підтримки перед етапом Формули 1 в Аделаїді. Серію він завершує на 4 місці але, напевне, важливішим здобутком стає початок співпраці з координатором чемпіонату Енном Нілом котрий забезпечує його семирічним спонсорським контрактом від австралійських «Жовтих сторінок», стає менеджером Веббера та супроводжує його до у поїздці до Англії під час спроби розпочати кар'єру в Європі.

### Перші перемоги у Європі
Веббер починає з тестів на трасі Снеттертон у команді «Ван Дімен» і згодом заробляє собі місце пілота фінішуючи третім на етапі Брендс Хатч (Англія) в рамках «Формула Форд Фестиваль» 1995 р. Цього результату виявляється достатньо, щоб заохотити команду підписати з ним контракт на 1996 р. Перед відбуттям до Європи Веббер виграє гонку «Формула Хольден», що відбувається перед австралійським етапом Формули-1 в Мельбурні. 1996 р., виступаючи у чемпіонаті «Формула Форд Великої Британії», Веббер здобуває 4 перемоги на шляху до другого місця у загальному заліку, завершуючи сезон перемогою на «Формула Форд Фестиваль». Він також виграє перегони на трасі Спа-Франкоршам в рамках «Формула Форд Євро Кубок» де займає третє місце попри участь у двох етапах із трьох. Результати за підсумками усього року дозволили йому перемогти у номінаціях «Молоде досягнення» та «Міжнародне досягнення» австралійського мотоспорту 1996 р. Через два дні після перемоги на «Форд Фестивалі» Веббер успішно проходить тести у команді «Алан Докінг Рейсінг» (Alan Docking Racing) та підписує контракт на 1997 р. потрапляючи у серію Формула-3.

### Формула-3 та ДжіТі
Без фінансового забезпечення котрим він насолоджувався у Формулі Форд Веббер та його команда намагаються знайти для себе гроші на сезон 1997 р. Він був майже змушений відмовитися він виступів посеред сезону але спромігся отримати значну фінансову та персональну підтримку від легендарного австралійського гравця в регбі Девіда Кампіса котрий допоміг йому доїздити рік. Згодом Марк заявляє, що може повернути гроші, які Кампіс позичив йому.
Веббер здобуває перемогу лише у своїх четвертих перегонах Формули-3 на Брендс Гетчі лідируючи від старту і до фінішу та встановивши новий рекорд кола. Після цього він займає ще чотири подіумних місця, включаючи друге місце на перегонах підтримки Гран-прі Формули-1 Великої Британії 1997 та завершує сезон на четвертому місці в загальному заліку. Марк також показує непогані місця у перегонах на етапах Мальборо Мастерс (Зандвоорт, Нідерланди) прийшовши третім та Макао (Китай) де фінішує на четвертому місці. На обох трасах він виступає в ролі дебютанта.
Під час сезону 1997 р. Веббер отримує запрошення від Мерседес-АМДжі взяти участь у спортивних перегонах. Спочатку відмовившись від пропозиції, він згодом змінює своє рішення коли його запрошують узяти участь у тестових сесіях команди на А1-Ринг в Австрії. АМДжі отримує відповідне враження від Веббера та підписує з ним контракт молодшого пілота команди Мерседес для перегонів у серії ФІА ДжіТі на 1998 р. Його напарником стає чинний чемпіон Бернд Шнайдер. Подорожуючи по світу, включаючи Сполучені Штати, Японію та Європу, пара виграє 5 з 10 раундів на своєму шляху до другого місця у загальному заліку поступаючись в змаганні Клаусу Людвігу та Рікардо Зонті лише 8 секундами у фінальній гонці на трасі «Лагуна Сека». Веббер залишається в команді АМДжі на 1999 та отримує власний болід для виступів. Однак, його кар'єра на спорткарі швидко закінчується після подвійного перекидання на прямій Мюлсанн під час практичних заїздів перегонів «24 години Ле-Мана». Помилка в аеродинамічній конструкції боліда Веббера спричиняє ефектне «ставання на козу» під час обох практик та прогрівочного кола, така ж доля спіткає його напарника Пітера Дамбрека після п'ятої години перегонів. Обидва пілоти уникли травм але аварії змусили Мерседес відкласти свою участь у змаганнях спорткарів на 1 рік і Веббер приглядається до повернення у перегони з відкритими колесами.

### Формула-1: від тестового до бойового пілота
Веббер проводить переговори з власником однієї з команд Формули-1 Едді Джорданом котрий знайомить його з іншим австралійцем Полом Стоддартом. Останній гарантує необхідні 1.1 млн доларів бюджету для Веббера і на 2000 р. надає йому можливість виступати у його команді «Євробет Ерроуз» (Eurobet Arrows) в серії «Формула 3000». Як додатковий результат Веббер також проводить свої перші заїзди на боліді Формули-1 під час тестів у Барселоні в грудні 1999 р. для команди «Ерроуз Гран-прі Інтернешинл» (Arrows Grand Prix International).
Веббер стає тест драйвером цієї ж команди у 2000 р., а також отримує спонсорство від австралійської пивної компанії Фостерс (Foster's Lager) для змагань у «Формула 3000». Веббер здобуває перемогу у другому етапі сезону на Сільверстоуні і завершує серію з двома найшвидшими колами і трьома подіумними місцями та третім підсумковим місцем — найвищою позицією серед усіх дебютантів того року. Умови нового контракту передбачали, що Веббер так і не зможе бути повноцінним пілотом тому його підписання було відхилено у липні 2001 р. Однак, він був запрошений на триденні оціночні тести до команди Бенеттон наприкінці року. Результати виявляються достатньо добрими, щоб отримати місце тестового пілота на 2001 р. Також він визнає своїм менеджером Флавіо Бріаторе в обмін на фінансування свого подальшого сезону в «Формула 3000». Веббер приєднується до команди-чемпіона «Супер Нова Рейсінг» і попри перемоги у Імолі, Монако та Невері у загальному заліку фінішує другим після британця Джастіна Вільсона. На 2002 р. місце тестового пілота в Бенеттоні замість Веббера займає Фернандо Алонсо але Бріаторе вдається забезпечити Марка контрактом у команді Пола Стоддарта «Мінарді» де його напарником стає Алекс Йонг. Веббер стає першим з 1994 р. гонщиком-австралійцем у Формулі-1 після Девіда Бребема.

## Кар'єра у Формулі-1

### Мінарді (2002)

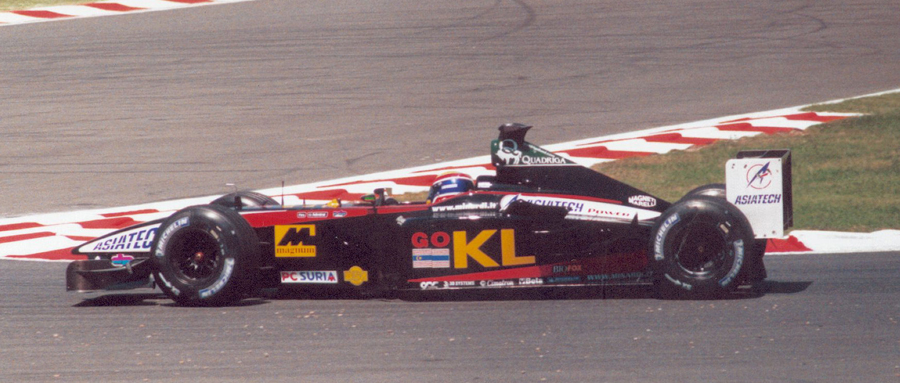
Веббер за кермом Мінарді на Гран-прі Франції 2002 р.

Дебют Веббера у Формулі-1 відбувається на його домашньому етапі у Австралії. Це був перший етап з трьох передбачених контрактом але після перегонів контракт продовжують до кінця сезону. Він кваліфікується на 18 позиції з 22 болідів, відстаючи від поул-позиції більше чотирьох секунд але на 1.4 секунди випереджаючи свого напарника Йонга. Старт гонки відзначається ефектним інцидентом між Ральфом Шумахером та Рубенсом Барікелло наслідком якого стає схід 8 болідів з перегонів. Веббер котрий мав проблеми з електронікою на старті, борючись зі зламаним диференціалом випереджає досвідченого Міку Сало на набагато швидшій Тойоті та фінішує п'ятим. Результат робить Веббера четвертим австралійським гонщиком Формули-1 котрий заробив очки в чемпіонаті та першим пілотом Мінарді, що здобуває очки з часів Марка Жене у 1999 р.
Веббер був змушений зійти з траси на Гран-прі Малайзії перед послідовним здобуттям 11 місця у двох наступних перегонах. Він, разом з Йонгом, був змушений відмовитися від участі у Гран-прі Іспанії через потенційно небезпечні збої в роботі заднього антикрила болідів протягом вікенду.
Веббер заробляє ще два фініші на 11 місці але не може отримати очок протягом решти року. Його найкращим результатом стає етап у Франції де він фінішує 8-им. На Гран-прі Угорщини Веббер втрачає два кілограми ваги протягом перегонів, бо він був змушений змагатися без запасів води через зламану пляшку. Веббер спромагається перекваліфікувати Йонга (та Ентоні Девідсона, котрий заміняв Йонга на Гран-прі Угорщини та Бельгії) протягом кожного етапу. Його два очки зароблені у Австралії стають єдиними заробленими Мінарді протягом сезону, допомігши команді отримати 9 місце у Кубку конструкторів, випередивши Тойоту та Ерроуз. Результати Веббера дозволяють здобути йому нагороду в номінації «Новачок року» у рамках щорічного конкурсу «Чоловік року» журналу F1 Racing (одержує 53.70 % голосів) та однойменні титули від Autosport.com і Grand Prix Party «Bernie» Awards. Відомий формулійний журналіст Пітер Віндзор, у світлі минулого сезону, порівнює Веббера з чемпіоном 1992 р. Найджелом Менселом вказуючи на однакову кількість таланту у обох. У листопаді 2002 р. оголошується про перехід Веббера на наступний сезон до команди Ягуар разом з бразильським тест-пілотом Вільямса Антоніо Піццонією.

### 2003
Кар'єра Веббера у Ягуарі розпочинається з розчарування коли він кваліфікувавшись на 14 місці в Гран-прі Австралії змушений зійти на 15 колі перегонів через проблеми з задньою підвіскою. Наступна гонка у Малазії для Марка також виявляється проблематичною: на старті Джанкарло Фізікела помилково вмикає задню передачу і його розвертає в бік Веббера, на 15 колі у нього виникають проблеми з щепленням, а ще пізніше у боліді спрацьовує вогнегасник випорснувши свій вміст у обличчя пілота. Займаючи 8 позицію він змушений зійти з перегонів через надмірне споживання пального двигуном.
Веббер займає віртуальну поул-позицію на п'ятничних заїздах Гран-прі Бразилії, випередивши місцевого гонщика Рубенса Барікело на 0.138 секунди під час дощової сесії. У тому ж дусі він продовжує на суботній кваліфікації здобувши найкраще на той момент кар'єри 3 місце, що стало найвищим стартовим місцем команди Ягуар за її 4-річну історію у Формулі 1. У гонці, що ускладнюється дощем Веббер їде сьомим коли вирішує охолодити шини проїхавши через калюжу, що утворилася поза трасою у останньому повороті кола. Через втрату «держака» Веббер врізається у пряму стіну на стартовій прямій та розкидає уламки на трасі, які стають причиною другої аварії — Алонсо врізається у один із уламків і розбиває болід. Перегони зупиняються червоним прапором і хоча Веббер був класифікований 7, розслідування ФІА виявляє помилку у хронометражі через котру Марк опиняється на 9 місці.
Пілот добре кваліфікується на Гран-прі Сан-Марино але на старті гонки відкочується з 5 на 11 місце у першому повороті через проблеми з стартером котрі виникають на обох Ягуарах. Він сходить з траси на 54 колі через проблеми з валом, цей схід стає його четвертим за ліком. У наступних перегонах удача прихильніша до пілота, він бере перші очки у Іспанії та підписує новий 2-річний контракт ціною 6 млн доларів за сезон.
Веббер бере очки у наступних п'яти перегонах із 6 проведених на своєму шляху до потрапляння в першу десятку особистого заліку пілотів, прогрес у результатах переривається лише поломкою двигуна у Монако. На своєму найкращому етапі в Австрії попри старт з піт-лейну та пенальті у вигляді проїзду через нього ж він показує 3 результат швидкості кола, після Феррарі Міхаеля Шумахера та Рубенса Барікелло, фінішуючи на 7 місці.
Під час Гран-прі Британії, в момент коли пелетон минає поворот Бекетс та виходить на пряму Ханґар, на 11 колі, священик Нейл Хоран (в 2005 був позбавлений сану) вискакує на трасу одягнутий у кілт та несучи плакати з лозунгами «Читайте Біблію» та «Біблія завжди права». Хоран біг у напрямку руху автомобілів змусивши декілька з них маневрувати, щоб уникнути зіткнення з ним. Веббер проїхав найближче до Хорана, що відразу ж проводить паралель з інцидентом на Гран-прі Південної Африки де маршал-волонтер Янсен ван Вуурен, біжучи через трасу, щоб допомогти боліду був збитий автомобілем Валійського гонщика Тома Прайса на швидкості 274 км/год. Щоб забрати Хорана з траси на неї вивели автомобіль безпеки, а Веббер у підсумку фінішував 14.
Після Сільверстоуна, Веббер набирає 12 очок у особистому заліку в порівнянні з 0 у Піцонніо і після багатьох чуток було оголошено, що пілот Мінарді Джастін Вільсон замінить бразилійці на до кінця року. Гран-прі Німеччини приносить Вебберу 6 схід у сезоні після його випаду на останньому колі проти Дженсона Баттона у спробі врятувати очки.
Послідовно зароблені бали після фінішів в Угорщині та Італії дозволяють Вебберу піднятися на дев'яте місце у заліку пілотів на 5 пунктів відірвавшись від Баттона. Однак, він не зміг утримати дану позицію — занадто багато кіл проведених на сухих шасі коштують йому лідерства на Гран-прі США, у Японії він займає розчаровуюче 11 місце. Таки чином він завершує сезон нарівні з Баттоном але програє у системі каунтбек.
Хоча Вільсон заробляє очко на Гран-прі США, Веббер жодного разу не був випереджений своїм напарником, тому наприкінці року, Ягуар оголошує, що новачок Крістіан Клін стане напарником Веббера на сезон 2004. Результати Веббера дозволяють йому знову отримувати похвальні відгуки у пресі та виграти нагороду «Гонщик року 2003» від журналу «Autocar».

### 2004

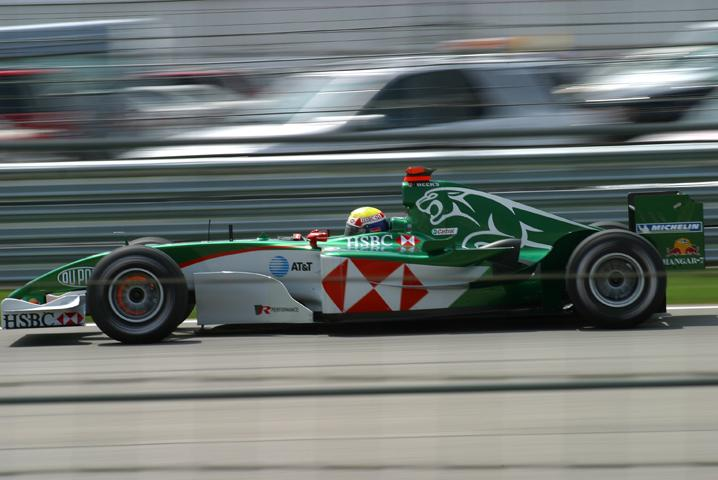
Виступаючи за Ягуар: Гран-прі США 2004 р.

Продовжуючи виступати за Ягуар у 2004, Веббер кваліфікується 6 на першому Гран-прі сезону в Австралії але вдруге поспіль зійшов у своїх домашніх перегонах, цього разу через проблеми з коробкою передач. У наступній гонці, на Гран-прі Малазії, Веббер проводить свою найкращу кваліфікацію в кар'єрі ставши другим та поділивши домінуючі Феррарі на стартовій рештці. Самі перегони видаються менш привабливими — через затримку на старті він був відкотився за межі першої десятки пелетону до досягнення болідом 1 повороту. Проїзд кола в агресивному стилі дозволяє повернутися йому на 9 місце але під час захоплюючої битви з Ральфом Шумахером він зіштовхується з останнім, що змушує Веббера заїжджати на піт-стоп з пошкодженим переднім антикрилом та шинами. У розпачі намагаючись компенсувати втрачений час Веббер перевищує ліміт швидкості на піт-лейн за що карається штрафом у вигляді повтороного проїзду по ньому, що призводить до ще більшого його відставання. Ще одна неприємність у кінцевому рахунку призводить до дострокового завершення його перегонів, коли Марк, на 23 колі, розвертається у гравійній пастці зовнішньої сторони останнього повороту.
Ситуація покращується у наступній гонці в Бахрейні де Веббер заробляє перші очки за сезон попри незначну помилку в кваліфікації котра відкидає його на 14 стартове місце та призводить до першого випадку коли його напарник по команді мав в кваліфікації кращі результати ніж у нього. Він виявляється нездатний перебувати у формі, що дозволяла б заробляти очки, однак періодичні проблеми з електрикою боліда у Сан-Марино та відсутність щеплення у Іспанії свідчать, що на цих етапах він міг здобути місця не кращі за відповідно 12 та 13.
Веббер отримує дві поломки двигуна на практиці Гран-прі Монако, перша з котрих змушує його гасити двигун самостійно через відсутність маршалів готових до допомоги. У гонці Веббер змушений зійти через втрату потужності двигуна. Він спромагається здобути 2 бали в для особистого заліку на наступному етапі фінішувавши 7 на Гран-Прі Європи. Веббер виявляється 14 на стартовій решітці після 1 секундного пенальті отриманого за порушення режиму жовтих прапорів під час п'ятничної практики але пробивається вперед під час гонки, що дозволяє йому збільшити рахунок балів до 3. Після перегонів, він піддається критиці з боку Міхаеля Шумахера за відмову пропустити останнього під час виїзду з піт-стопу де Марк виявився трохи попереду Міхаеля водночас відстаючи від нього на 1 коло. Почувши коментарі Веббер заявляє, що він «зробить точно так само знову» у аналогічній ситуації.
Далі слідують послідовні сходи у Канаді де у нього врізається Крістіан Клін та Сполучених Штатах де він страждає від витоку мастила. Віраж фортуни дозволяє заробити йому 9 місце на Гран-прі Франції і отримати наступні очки в особистому заліку на Гран-прі Британії; щоправда його чотири пункти виглядали не зовсім пристойно в порівнянні з 12 заробленими за такий самий час у попередньому сезоні. Підкреслюють це заяви його колишнього напарника Піццоніо, який повернувся до перегонів як заміна травмованому Ральфу Шумахеру, що звинувачує Ягуар у фаворитизмі відносно Веббера під час їхньої співпраці кажучи, що Веббер отримував нововведення на свій болід на 1-2 етапи швидше ніж Піццоніо. Претензії категорично спростовуються босом Ягуара Девідом Пітчфордом, а Веббер утримуючись від публічних коментарів ситуації добивається найкращого результату у сезоні фінішуючи 6 на Гран-прі Німеччини, випереджаючи Піццоніо протягом усієї гонки. Тим часом з'являються повідомлення про неспроможність команди Ягуар гарантувати свою участь у Формулі-1 у 2005 році і 28 липня оголошується, що Веббер виступатиме за команду Вільямс у 2005 та подальших роках. Пізніше він припускає, що «його серце завжди було у даній команді». Веббер не може отримати нових очок у своєму заліку, однак 10 місце в Угорщині за котрим йде інцидент на першому колі в Бельгії, 9 позиція в Італії та 10 у Китаї дозволяють йому зайняти 13 місце в особистому заліку пілотів.
На передостанньому етапі сезону, Гран-прі Японії Веббер проводить ще одну хорошу кваліфікацію показуючи третій найшвидший час. Самі перегони закінчуються для нього передчасно через сильний перегрів кокпіта боліда, причину якого Ягуар так і не зможе назвати. Гран-прі Бразилії одночасно означало останній заїзд Марка за Ягуар та останні перегони Ягуара у Формулі-1. Етап для команди закінчується сумно коли Клін зіштовхується з Веббером в момент спроби австралійця компенсувати затримку на піт-стопі проведеному раніше. Веббер був змушений зійти через пошкодження і спостерігати залишок перегонів з газону, ззовні від першого повороту, тоді як Клін фінішує на 14 місці.

### Вільямс (2005—2006)
Веббер достроково розриває контракт з Ягуаром, що дає йому можливість приступити до тестів з новою командою після зими. Вільямс оголошував, що Дженсон Баттон у 2005 р. стане напарником Веббера, але після висловлення претензій, що Баттон ще має чинний контракт з БАР, його договір з Вільямсом скасовується. З новим напарником виходить заминка котра зводиться до «перестрілки» між Ніком Гайдфельдом та Піццоніо, Веббер «дає здачі» Піццоніо, щодо претензій про несправедливу поведінку протягом 2003, стверджуючи, що бразилець тільки лежав і говорив, будучи «лузером» через свою віру у фаворитизм щодо Веббера і ці коментарі викликали осуд у його нової команди.
Гайдфельд остаточно оголошується напарником Веббера на 2005 р. на сезонній презентації Вільямс 31 січня з паралельною реплікою Веббера про задоволення цим рішенням. Перехід Веббера до Вільямса призводить до його порівняння з Аланом Джонсом, останнім австралійцем-чемпіоном Формули-1, яким він став у Вільямсі. Очікування були високими: колишній бос Веббера Пауль Стоддарт прогнозує здобуття Веббером у 2005 р. його першої перемоги, а технічний директор Вільямса Майкл Сем висловлює думку, що Веббер в кінцевому підсумку виграти світовий чемпіонат з Вільямсом.

### 2005

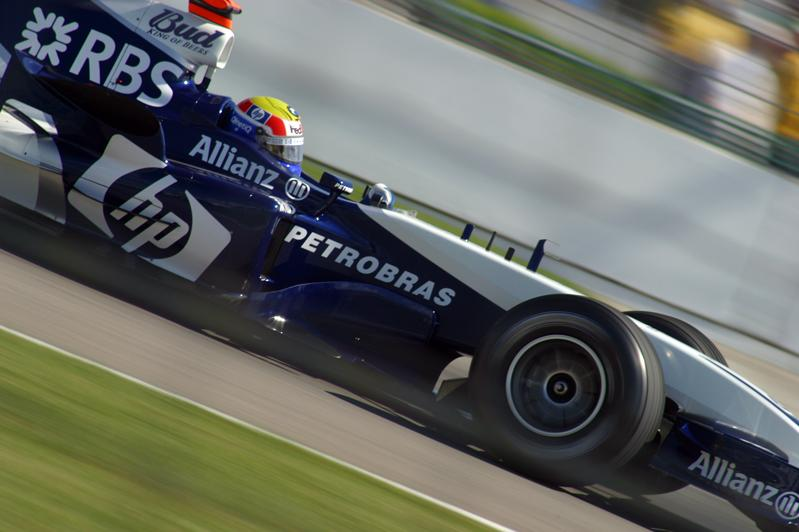
Виступ за Вільямс на Гран-прі США

У своєму першому виступі за команду на Гран-прі Австралії Веббер стає третім на стартовій решітці але поступається до першого повороту Девіду Култхарду і в кінцевому рахунку фінішує у перегонах п'ятим. Шанс виступити ще краще випадає йому на наступних перегонах у Малазії. Кваліфікувавшись четвертим Веббер опиняється на третій позиції обігнавши Рено Джанкарло Фізікелли у 14 повороті. Оптиміст Фізікелла (він продовжував змагатися попри брак притискної сили та погане зчеплення шасі з трасою) застосовує проти Веббера сліп-стрим на зворотний прямій і пробує контратакувати на внутрішньому радіусі 15 повороту. На своє і суперника нещастя Фізікелла блокує гальма, що призводить до дотичного контакту з болідом Веббера та усунення обох спортсменів від подальшої участі в перегонах. Це дозволяє Гайдфельду отримати третє місце, а Фізікелла пізніше отримує попередження від стюардів етапу за провокацію інциденту. Пізніше виявиться, що Веббер вже два етапи змагається зі зламаним ребром, травмою, яку він отримав на передсезонних тестах у Барселоні але «не бажає здіймати галасу» через неї і буде повністю в нормі якраз до Гран-прі Бахрейну.
Після кваліфікації п'ятим у Бахрейні Веббер під час перегонів дістається до третього місця але у підсумку фінішує шостим довівши рахунок своїх балів до 7 за сезон. Далі він продовжує аналогічно кваліфікуючись четвертим, а фінішуючи на розчаровуючому 10 місці після двох вильотів з траси Сан-Марино, однак його позиція була покращена до 7 після дискваліфікації команди БАР та застосування пенальті до Ральфа Шумахера. Перегони були невдалими для Вільямса (Гайдфельд був 9 перед перекласифікацією), але Веббер реваншується на Гран-прі Іспанії кваліфікувавшись 2, а фінішувавши 6 та набравши чотири бали у 5 перегонах.
Наступний етап у Монако дозволяє побачити Веббера на третьому місці, він стає його першим за кар'єру у Формулі-1 фінішем на подіумі. На трибуні Веббер виглядає помітно розчарованим результатом після втрати другого місця своєму напарнику Гайдфельду через те, що команда Вільямса обслужила на піт-стопі Гайдфельда перед Веббером змусивши останнього втратити час за повільним Алонсо. Веббер був попереду Гайдфельда більшу частину дистанції і можливо залишився б другим якби команда закликала його на піт-стоп у регулярнішій послідовності. За цим, найкращим на той момент, результатом Веббера у його кар'єрі слідує один з найгірших на Гран-прі Європи, коли після кваліфікації третім він блокує гальма у самому першому повороті перегонів і зіштовхується з Хуаном Пабло Монтоєю, змусивши його зійти. Гайдфельд стартувавши з поул-позиції фінішує на другому місці обігнавши Веббера у поточному заліку балів.
На перегони у Канаді впливає попередній результат, коли Веббер спромагається кваліфікуватися тільки 14 але після перегонів насолоджується кінцевим 5 результатом та 4 заліковими балами. Гран-прі Сполучених Штатів стає початком «пісного періоду» для Веббера з лише одним однобальним фінішем у наступних семи перегонах (7 у Угорщині) і падінні з 6 на 10 місце у Світовому Чемпіонаті. Веббер має інші безрезультатні перегони у Туреччині де він зіштовхується з Міхаелем Шумахером після того як німець міняє напрям руху у зоні гальмування, спричинивши великі пошкодження у обох болідів.
З травмуванням Гайдфельда другим пілотом Вільямса стає колишній напарник Марка по Ягуару Антоніо Піццоніо, що збільшує вимоги до Веббера демонструвати якісні результати враховуючи публічні суперечки даної пари наприкінці 2004. На Гран-прі Італії Піццоніо приїжджає 7 в той час як Веббер затримується через інцидент у першому повороті, що призводить до його фінішу 14. Ролі змінилися у наступній гонці в Бельгії коли Веббер фінішує на 4 місці, а Піццоніо сходить після зіткнення з Хуаном Пабло Монтоєю на останньому колі. З поширенням чуток, що Гайдфельд має підписаний контракт з БМВ-Заубер на сезон 2006 року Піццоніо втримується у кріслі пілота і на Гран-прі Бразилії підрізається Девідом Култхардом у першому повороті. Контакт змушує Піццоніо розвернутися прямо на шлях Веббера, що змушує робити обширний ремонт на боліді австралійця. Веббер бере 17 місце показавши 8 час швидкості кола у перегонах, однак його не класифікують як фінішувавшого.
У двох фінальних перегонах сезону Веббер стає 4 та 7, що виливається у 10 місце в заліку пілотів. Веббер описує сезон 2005 р. як «розчаровуючий» і визнає, що його репутація дещо підупала проте вирішує залишитися у стані Вільямса попри пропозицію БМВ-Заубер. Напарником Веббера на 2006 р. стає німець Ніко Росберг, 7 за ліком партнер Веббера з 2002.
Вже у 2006 Веббер нагороджується Премією імені Лоренцо Бандіні за сезон 2005 р.

### 2006

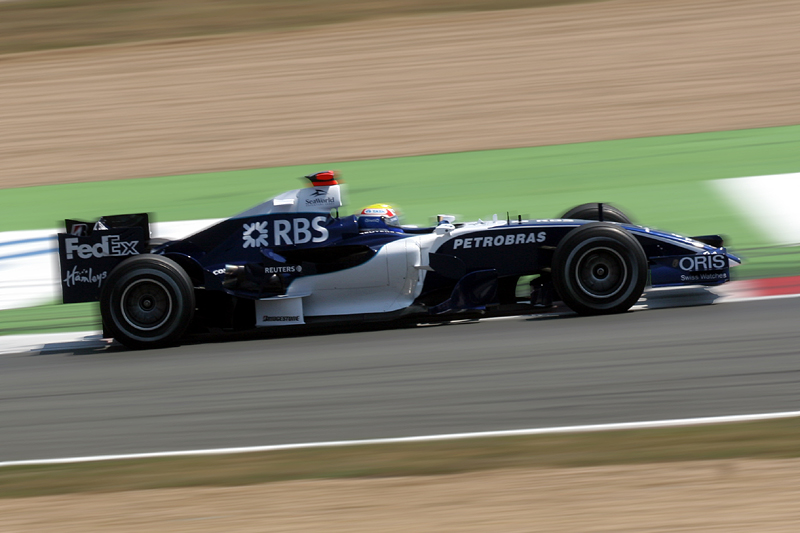
Гран-прі Франції

Вперше за усю кар'єру Веббера його стартові перегони сезону відбуваються не у Мельбурні, а в Бахрейні через збіг дати етапу зі змаганнями Ігор Співдружності 2006 р. Веббер кваліфікується 7 та проводить стабільні перегони фінішуючи 6 і заробляючи 3 бали. Хоча, дехто висловлює думку про показану Марком найкращу успішність етапу, однак її затьмарює Росберг встановивши найшвидше коло у своїх дебютних перегонах та пробившись у очкову частину підсумкової таблиці попри інцидент на першому колі.
Етапи у Малазії та Австралії закінчуються для Веббера передчасно через механічні проблеми. У Малазії він стартує 4 і утримує дану позицію до 14 кола де гідравлічні проблеми змушують його закінчити перегони. На домашньому етапі Веббер кваліфікується 7, а у перегонах лідирує до поломки коробки передач на 22 колі. Фініш на 6 місці у Сан-Марино дозволяє Вебберу піднятися на 9 місце у чемпіонаті. На Гран-прі Європи проблеми з гідравлікою проявляються знову закінчуючи його перегони на 12 місці після прориву з стартового 19 отриманого через зміну двигуна в розпал Гран-прі.
На Гран-прі Іспанії Веббер вперше провалює кваліфікацію не потрапивши до її третього сегменту згідно нової кваліфікаційної системи і поборовшись під час перегонів фінішує 9. Проте, Монако показує величезне поліпшення — за результатами кваліфікації Веббер опиняється у першому ряду, після пенальті Міхаеля Шумахера, утримує третє місце більшу частину перегонів перед своїм сходом викликаним перепаленням вихлопом джгута проводів. Болід Веббера цього разу не був у настільки несприятливому становищі як у більшості інших перегонів, бо аеродинамічна ефективність є неважливою для Монако.
На Гран-прі Британії Веббер вибуває вже на першому колі після інциденту між Ральфом Шумахером та Скотом Спідом. На Гран-прі Франції пілот постраждав від видовищного вибуху покришки, який стається на максимальній швидкості але примудряється втримати болід під контролем та повернутися на піт, де, однак паркується в боксах. Гран-прі Німеччини стає одними з найуспішніших перегонів Марка у сезоні на котрому він розраховував на подіумний фініш поки механічні проблеми не зупиняють його за 9 кіл до фінішу. Угорський гран-прі стає ще одним сходом для Веббера — на мокрій трасі він чіпляє бар'єр огородження та розбиває переднє антикрило під колесами власного Вільямса. У Туреччині він, після боротьби, фінішує лише 10, хоча завдяки інциденту на першому колі опинився 4.
Після кваліфікації-розчарування на Гран-прі Італії (19 місце) перегони закінчуються на 10 місці. У Китаї Веббер заробляє перший бал для Вільямса після сьомого місця Росберга ще на Гран-прі Європи — у гоночному режимі він обганяє Девіда Култхарда наприкінці перегонів, після кваліфікації на 14 місці. На тій самій позиції він кваліфікується у Японії але брак «держака» у його бріджстоунівських покришок призводить до вибуття з перегонів після аварії на 39 колі. Його останні перегони за Вільямс та фінальний етап 2006 р. на Гран-прі Бразилії закінчуються розчаруванням. Після старту 11 він стикається зі своїм напарником Росбергом на першому колі та отримує невиправні ушкодження задньої частини боліда. В загальному підсумку, сезон для Веббера видався переважно похмурим, було зароблено лише 7 балів для загального фінішу 14 у заліку пілотів.

### Ред Булл (2007-)
Дворічний контракт Веббера з Вільямсом завершується наприкінці 2006. Команда розраховує додатково залишити його у своєму стані на 2007 але при цьому змінює первинні умови контракту — хоча Веббер висловлює бажання залишитися в команді, Вільямс пропонує пілоту значно меншу суму зарплати ніж було передбачено у початковому контракті на додатковий рік. За порадою свого менеджера Флавіо Бріаторе Веббер шукає інші вакансії. Вільямс швидко обирає варіант з підвищенням свого тодішнього тест-пілота Александра Вюрца до рівня бойового. Шеф команди Вільямс Сер Френк Вільямс заявляє, що він не може чекати Веббера поки той візьме на себе контрактні зобов'язання з командою «броня» на які вже спливла, тому він не винен у вишуковуванні Веббером вакансій в інших командах.
Після деяких спекуляцій на тему приєднання Веббера до команди Рено керованої Бріаторе 7 серпня 2006 р. оголошується, що він приєднується до Ред Булл на сезон 2007 р. як партнер Девіда Култхарда замінивши у команді свого колишнього напарника по Ягуару Крістіана Кліна. Ходили чутки, що Бріаторе влаштував угоду з Ред Буллом, яка передбачала для останньої підтримку двигунами з боку Рено у разі пропозиції Марку місця бойового пілота. 26 січня 2007 р. новий Red Bull RB3 презентується у Іспанії і в цей же день Веббер починає пристосовуватися до боліда випробовуючи його в Барселоні. Болід зазнає значних змін у порівнянні з попередніми моделями команди та стає дуже схожим на попередні моделі сконструйовані Едріаном Ньюї, які вигравали чи були близькими до отримання чемпіонського титулу. На болід встановлюється двигун Renault RS27.

### 2007

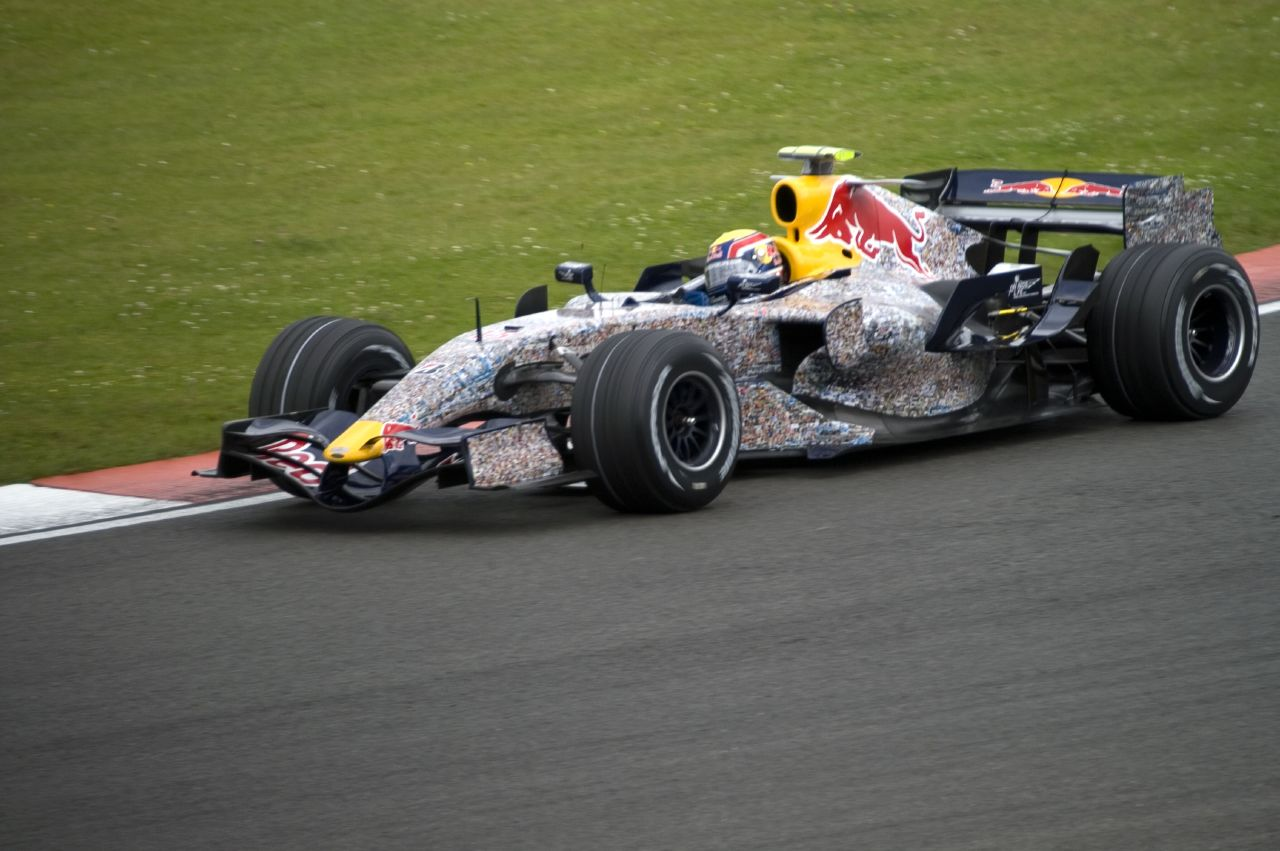
Британське гран-прі: болід під час спільної акції команди та фонду Wings Of Life

На перших перегонах сезону у Мельбурні Веббер кваліфікується на 7 місці та утримує його протягом початку гонки до фінішу змістившись на 13 місце після того як RB3 постраждав від дросельної несправності та застряглої кришки паливного бака. На Гран-прі Малазії він знову перекваліфіковує свого досвідченішого напарника Култхарда та фінішує 10, що стає обнадійливим для команди з настільки новим та радикально зміненим болідом. Бахрейн також проходить добре для обох пілотів, котрі йшли на 6 та 7 позиціях до того моменту поки обидві машини не зійшли через механічні несправності. Вебберу знову заважає все та сама застрягла кришка паливного бака радикально впливаючи на аеродинамічний опір налаштування котрого є життєво важливим для траси Сахір.
Потенціал обох болідів, а також майстерність Веббера, котрий звично для себе добре працюючи перекваліфіковує свого набагато досвідченішого напарника, позначається на близькості у результатах до інших команд, котрі використовують двигуни Рено, проте все ж сконструйована Едріаном Ньюї машина ще має недоліки, що виливається в нуль у графі балів набраних Марком за сезон. Хоча темп автомобіля здавалося б зростав — з Култхардом вони кваліфікуються в першій десятці на Гран-прі Іспанії Веббер не може конвертувати свій темп показаний на початку гоночного вікенду у конкурентноздатну стартову позицію через проблеми з гідравлікою. Перегони для нього видаються такими самими, з поломкою гідравліки, що змушує зійти його на початку змагань в той час як напарник Култхард вигризає перші бали для команди фінішуючи на 5 місці.
Веббер нарешті записує на свій рахунок другий подіум у кар'єрі на Гран-прі Європи після кваліфікації на 6 позиції. Дощ вносить свої корективи і схід Кімі Ряйконена котрий на той момент був третім, дозволяють Вебберу піднятися на третю сходинку подіуму попри майже втрачену у боротьбі з Александром Вюрцом позицію в передостанньому повороті.
Найкращий шанс виграти перегони випадає йому на Гран-прі Японії де у вологих умовах Веббер йде на 2 місці встановивши третій час швидкості кола після двох Макларенів. До кінця перегонів Веббер йде другим позаду Льюїса Гамільтона, провівши усі планові піт-стопи, коли Себастьян Феттель виступаючий за сестринську команду Торо Россо влітає йому у зад після несподіваного зниження швидкості Гамільтоном викликаного поганою видимістю в умовах сильного дощу, який призвів до переведення змагань у режим автомобіля безпеки, що призводить до вибуття обох машин з ладу. Він показує швидший час ніж Гамільтон через пошкодження понтона Макларена після контакту з Робертом Кубіцою. З усіх тодішніх пілотів Формули-1, до своєї перемоги на Гран-прі Німеччини 2009 р., Веббер має другий найвищий показник стартів без перемог і часто найменується як «найневдачливійший чоловік у сучасній Формулі-1», при цьому цей титул укріплюється в Японії де Веббер стартує в гонці з діагностованим харчовим отруєнням і його вириває прямо в шолом під час першого автомобіля безпеки на трасі. Даючи інтерв'ю журналістці телеканалу ITV Люсі Гудман про зіткнення наприкінці перегонів він робить наступний коментар: «Що ж, це дитина, чи не так? Дитина з недостатнім досвідом робить хорошу роботу, а потім її всі за це нагинають». Веббер був особливо критичним щодо манери водіння Гамільтона, яка призвела до інциденту описавши його витівку як «лайно». Веббер також заявляє, що британська преса робить нападки на нього за критику їхнього «золотого хлопчика» Гамільтона.
Знову Марк Веббер виглядає сильно на фінальних перегонах сезону у Бразилії. Він кваліфікується 5 попереду обох БМВ-Зауберів пропустивши вперед лише Феррарі та Макларени. Самі перегони він також проводить на високому рівні, піднімається на 4 місце перед тим як механічне пошкодження покладає кінець розчаровуючому але багатообіцяючому сезону для австралійця.

### 2008

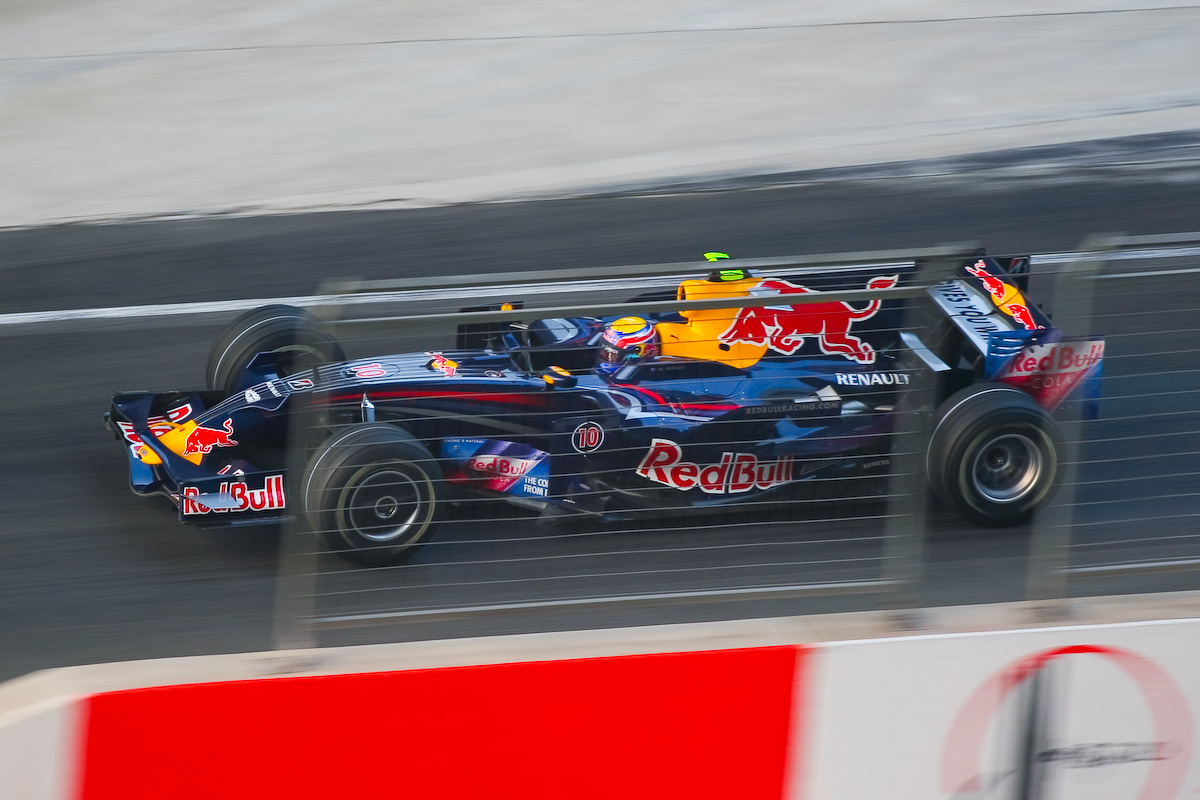
Гран-прі Китаю — 14 місце

За контрактом Веббер починає сезон у Мельбурні за Red Bull Racing. Він потрапляє у топ-шість за швидкістю на колі в кожному з трьох практичних заїздів та перебуває на шляху до першої десятки в кваліфікаційній сесії коли передній правий гальмівний диск у боліді ламається у 6 повороті 2 кваліфікаційної сесії. Це відправляє його у піщану пастку та закінчує кваліфікацію з 15 результатом на стартовій решітці. Разом з тим, добре стартувавши він моментально вилітає з траси у 1 повороті задля уникнення контакту, що от-от мав відбутися. Веббер відбиває декілька позицій у 3 повороті але інцидент за його та Кадзукі Накадзіми й Ентоні Девідсона участі, коли його злегка зачеплює Девідсон пробуючий уникнути боротьби між двома іншими водіями, завершує перегони.
Попри схід у Австралії, наступні 5 раундів демонструють цілий ряд очкових позицій, включаючи 4 місце у дощовому Монако де пілот стає одним з небагатьох фінішувавших, що не допустили помилок і відповідно позапланових піт-стопів, однак його виступ був затьмарений Гамільтоновою перемогою. До 2009 р. це був найкращий етап Веббера у Формулі-1 з 2005 р. у Вільямсі — він набирає очки у 5 перегонах поспіль.
У четвер, перед Гран-прі Великої Британії оголошується, що Веббер погодився подовжити свій контракт з Red Bull Racing на 1 рік, залишивши його з чинним договором до кінця сезону 2009. Під час кваліфікації Гран-прі, Веббер заробляє свою найкращу кваліфікаційну позицію у вигляді 2 позиції на стартовій решітці, попереду Кімі Ряйкконена і позаду Поул-позишн Хейккі Ковалайнена. У результаті відкладеного з Гран-прі Бельгії пенальті Тімо Глока за неправильний обгін Веббера під жовтими прапорами у фінальній частині перегонів, Вебберу дістається 8 місце та 1 балл разом з ним.
На перших за всю історію Формули-1 нічних перегонах, Гран-прі Сінгапуру Веббер кваліфікується на 13 позиції. У Red Bull закликають на піт-стоп і Веббера, і Култхарда відразу ж після появи автомобіля безпеки на трасі, викликаної аварією Нельсона Піке, що дає для них чудові позиції. Це призводить до перебування Веббера на 2 місці перед тим як коробка передач виставляє його за межі перегонів на 29 колі.
Веббер проводить кваліфікацію з 13 результатом на Гран-прі Японії. Після деяких інцидентах на поворотах він застрягає на останньому місці; звідти за один проміжок часу він у прогресивному порядку перебазовується на 4 позицію. Після піт-стопу пілот з'являється 10, поряд з Гайдфельдом та Росбергом, які ще не робили зупинок. З цієї позиції він продовжує тиск вперед, піднявшись на 8 позицію за рахунок одномоментного проходження пілотів з 8 та 9 місць котрі обидва звернули на свої фінальні піт-стопи. За 2 круги до фінішу покришки Веббера були схожі на облисівші — їх можна було порівняти зі сліками. Програючи майже 3 секунди на колі підбираючомуся на Феррарі Феліпе Массі, котрий мав свіже шасі він енергійно захищає свій заліковий бал. Під тиском Феррарі, він був дотиснутий чудовим двигуном Масси і хоча показує чудові спроби вберегти своє місце, все ж фінішує на тяжко здобутій 9 позиції, при стратегії одного піт-стопу, котра потім була покращена до 8 місця після пенальті Себастьєна Бурде.
У Китаї двигун Веббера ламається на фінішній прямій останньої практичної сесії принісши йому пенальті в 10 позицій. Під час кваліфікації у суботу він завершує її шостим після того як Гайдфельда зміщують вниз за перешкоджання напарнику Веббера — Култхарду під час його швидкого кола, отож з урахуванням пенальті пілот повинен був стартувати 16. Перебуваючи саме на цьому місці під час старту Вебберу вдається закінчити перше коло піднявшись на 4 позиції вгору до 12 місця, а на другому колі вибити Глока з 11 позиції. Під час першої серії піт-стопів Веббер обганяє Рубенса Барікелло і Піке-молодшого зміщуючись на 9 місце але після заїзду на власний піт сам відкочується назад. Стратегія двох піт-стопів на котру орієнтується команда успіху не приносить і Веббер фінішує на 14 місці. Гран-прі Бразилії стає останнім у формулійній кар'єрі його напарника — Девіда Култхарда. Практика відзначається близькими інтервалами між першою сімкою болідів, включно з Веббером на 7 місці маючим менше секунди відставання. На суботній кваліфікації Веббер приїжджає 10, а у перегонах фінішує на 9 позиції.
Сезон гонщик закінчує на 11 місці в заліку пілотів маючи 21 бал, що стає його найуспішнішим сезоном з 2005 року коли він перебував у Вільямсі.

### 2009

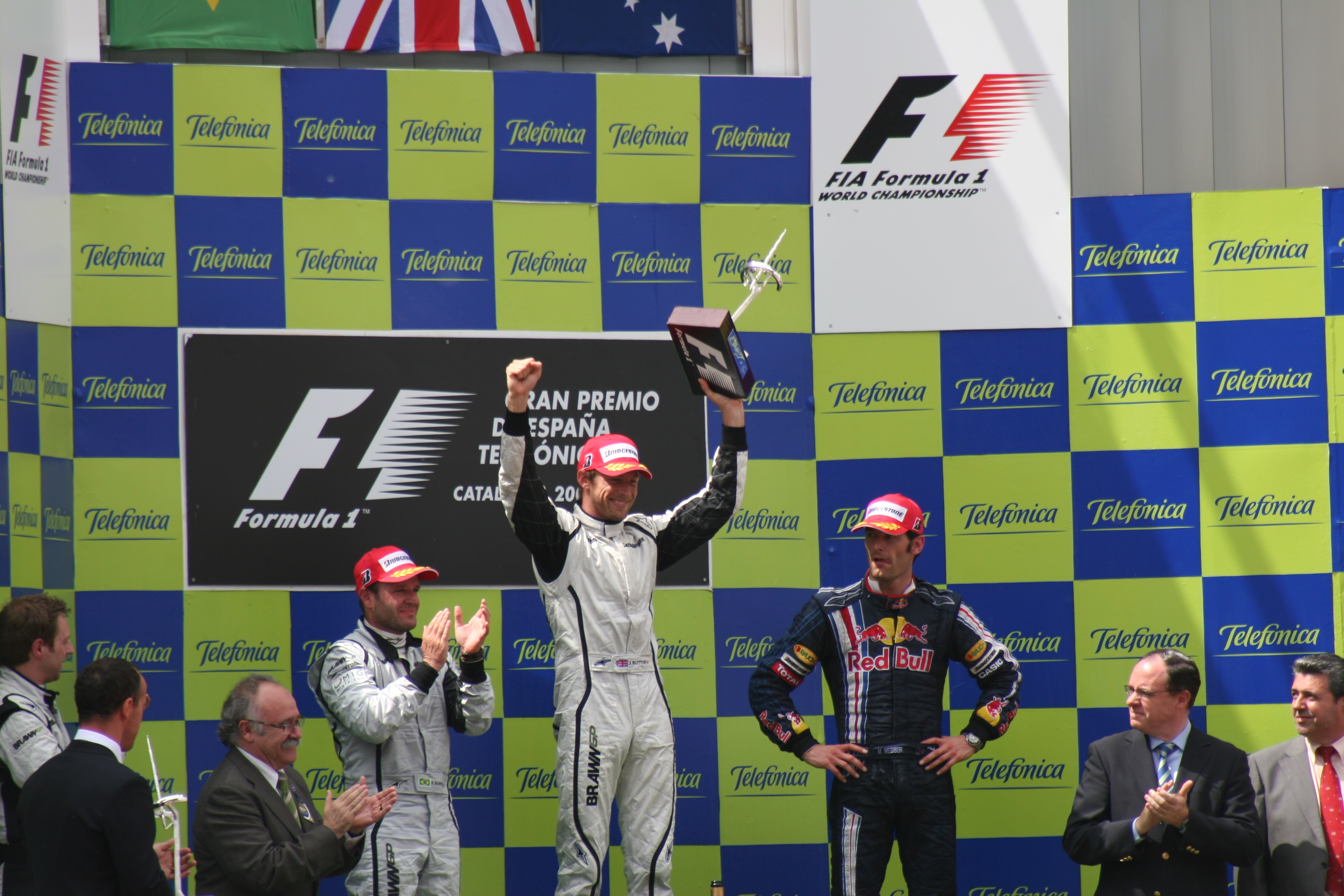
Іспанія — 3 місце

Веббер залишається у Red Bull на сезон 2009 року де до нього, після Култхардового закінчення кар'єри в 2008, приєднується Себастьян Феттель. Зламавши ногу у ДТП під час міжсезонного благодійного заходу в Тасманії, 11 лютого він приступає до участі в тестах маючи стальні штирі в нозі.
На першому раунді в Австралії помилка у кваліфікації ставить його на 10 місце стартової решітки. Долаючи друге коло перегонів Веббер зіштовхується з Хейккі Ковалайненом, Адріаном Сутілем і Ніком Гайдфельдом повторюючи їхні зусилля по уникненню колізії з Рубенсом Барікелло. Як наслідок на піт-стоп поїхали усі крім Барікелло.
На Гран-прі Малазії Веббер кваліфікується 7 але зміщується на дві позиції вгору через пенальті інших гонщиків. Гонка перебуваючи в режимі автомобіля безпеки достроково зупиняється через мусонний дощ, на цей момент Веббер є 4. Тимчасово його поміщають 8 але подальший розбір переводить його на 6 позицію. Пілот заробляє 1.5 бала через те, що на момент фінішу було пройдено менш ніж 75 % дистанції. Гран-прі Китаю для Веббера стає проривом. Стартувавши третім він продовжує перегони за автомобілем безпеки через сильний дощ. Веббер у підсумку виводить болід на 2 позицію, що на той момент стає його найкращим фінішем у кар'єрі, а також стає першим дублем для команди Ред Булл.
На Гран-прі Іспанії Веббер кваліфікується 5, а у гонці приїжджає 3, 5 місце він бере у Монако. Він продовжує роботу по підняттю кар'єри на новий рівень заробляючи 2 місце у Туреччині та втримує цей же результат на наступному Гран- прі в Британії.
Вперше за свою кар'єру Веббер кваліфікується на поулі у Нюрнбурнрингу, на Гран-прі Німеччини. Він стає першим австралійським пілотом, який здобув поул після свого співвітчизника Алана Джонса, який зробив це ще у 1980. До своєї першої перемоги у Формулі-1 він йде попри отримання штрафу у вигляді проїзду по піт-лейн на початку перегонів за провокацію на старті зіткнення котрого можна було б уникнути коли він ударив Brawn GP Рубенса Барікелло. Веббер домінує протягом усіх перегонів та виграє залишивши посаду свого напарника Феттеля, що приносить Ред Буллу дубль та зменшує очковий розрив до Brawns у Кубку Конструкторів. Після перемоги Веббер піднімається на 3 місце у заліку пілотів обійшовши при цьому Барікелло, що на той момент стає його найкращою позицією у Формулі-1.
23 липня Веббер підписує новий контракт з Red Bull на сезон 2010. Трьома днями пізніше він фінішує 3 в Угорщині і переміщається на друге місце в заліку пілотів. Веббер також вперше встановлює своє швидке коло у Формулі-1. 21 вересня 2009 року ФІА відсторонює менеджера Веббера Флавіо Бріаторе від усіх справ курованих ФІА та оголошує, що не буде продовжувати суперліцензію для будь-якого пілота, який користуватиметься управлінськими послугами чи взагалі буде мати зв'язки з Бріаторе. Згодом Бріаторе відновлять у Формулі-1, а його менеджментні переговори оголосять законними.
Слідом за Гран-прі в Угорщині, два дев'ятих місця, два сходи та нещасливий Гран-прі Японії, що виливається у 0 набраних очок зміщують Веббера на 4 місце у Чемпіонському заліку. Однак, він здобуває другу перемогу у своїх формулійних гонках — в Бразилії, де стартує з другої позиції та убезпечує собі 4 місце в Чемпіонському заліку сезону 2009 р. На фінальних перегонах сезону Веббер приїжджає 2 слідом за своїм напарником Феттелем. Як результат команда Red Bull Racing робить 4 дублі (1-2 місце) за сезон.

### 2010

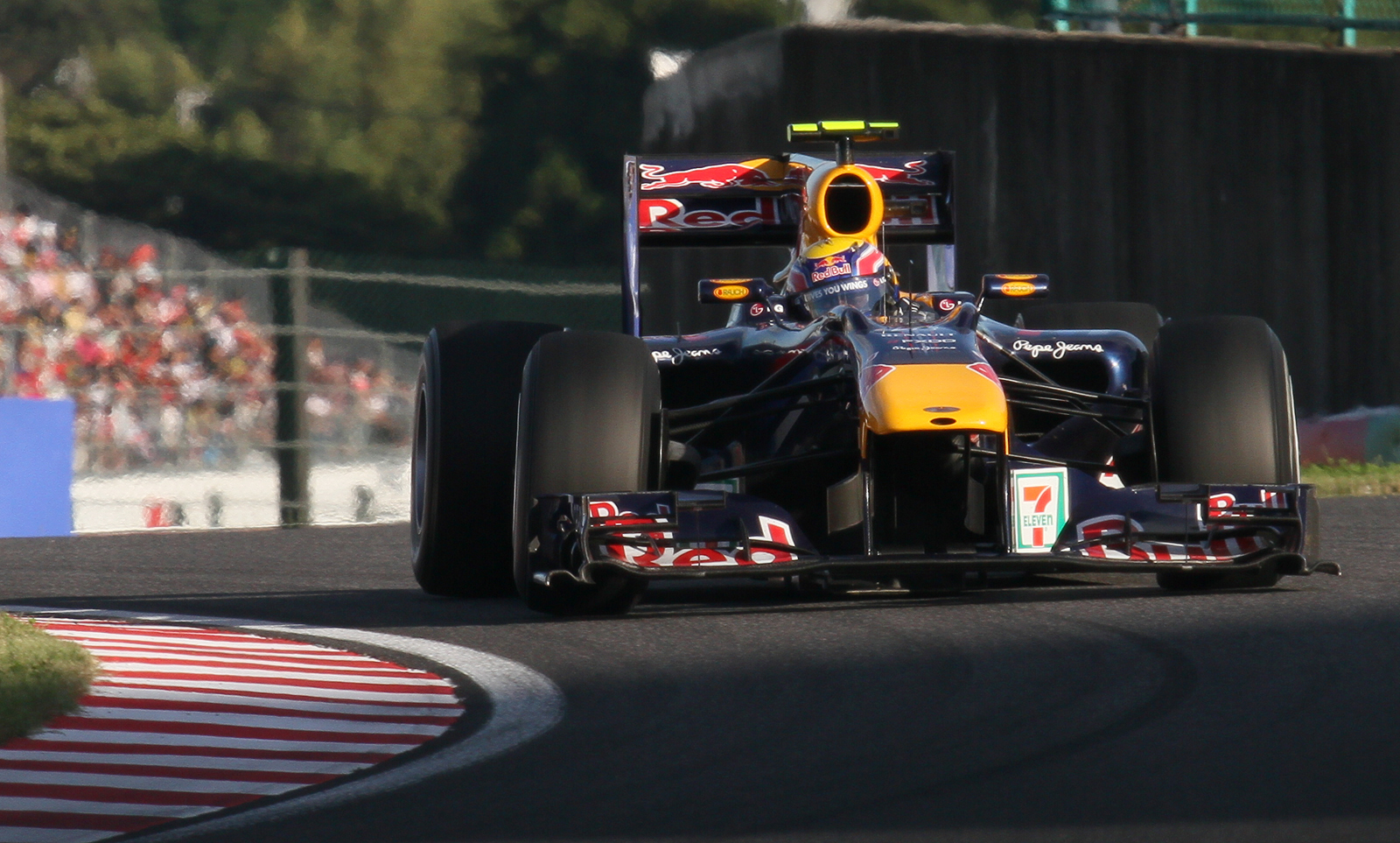
Марк Веббер під час Гран-прі Японії 2010 р.

У 2010 Веббер продовжує виступати за Red Bull. Він кваліфікується на поул-позиціях 5 разів (у Малазії, Іспанії, Монако, Туреччини та Бельгії); виграє 4 гонки (в Іспанії, Монако, Британії та Угорщині); фінішує другим у Малазії, Бельгії, Японії та Бразилії і третім у Туреччині та Сингапурі. Після Гран-прі Монако Веббер очолює залік пілотів, останнім австралійцем який зробив це до нього був Алан Джонс у 1981 р. У червні 2010 Red Bull оголошує, що Веббер підписав однорічне продовження свого контракту, таким чином залишаючись у команді на сезон 2011 р.
На Гран-прі Європи Веббер врізається у зад Лотуса Хейккі Ковалайнена через, що його болід взлітає у повітря, збиває рекламний щит і зробивши кульбіт приземляється донизу. Після цього, за інерцією автомобіль врізається у бар'єр з покришок. Веббер отримує незначні травми але сходить з дистанції.
Наприкінці сезону Марк був третім заліку пілотів, позаду Феттеля та Алонсо. Він лідирує у чемпіонаті до Гран-прі Кореї, де йому не вдається завершити гонку. Він міг би виграти чемпіонат, якби на фінальних перегонах в Абу-Дабі він став переможцем, а Алонсо фінішував не вище 3 місця. Феттель виграв гонку та особистий залік пілотів, Red Bull — Кубок конструкторів.
4 останніх гонки сезону Веббер змагався з невеликим переломом правого плеча — результату невдалої поїздки на гірському велосипеді.
На Гран-прі Британії 2011 р. Вебберу було вручено Hawthorn Memorial Trophy — нагороду імені Майка Хоторна за досягнення у 2010.

### 2011

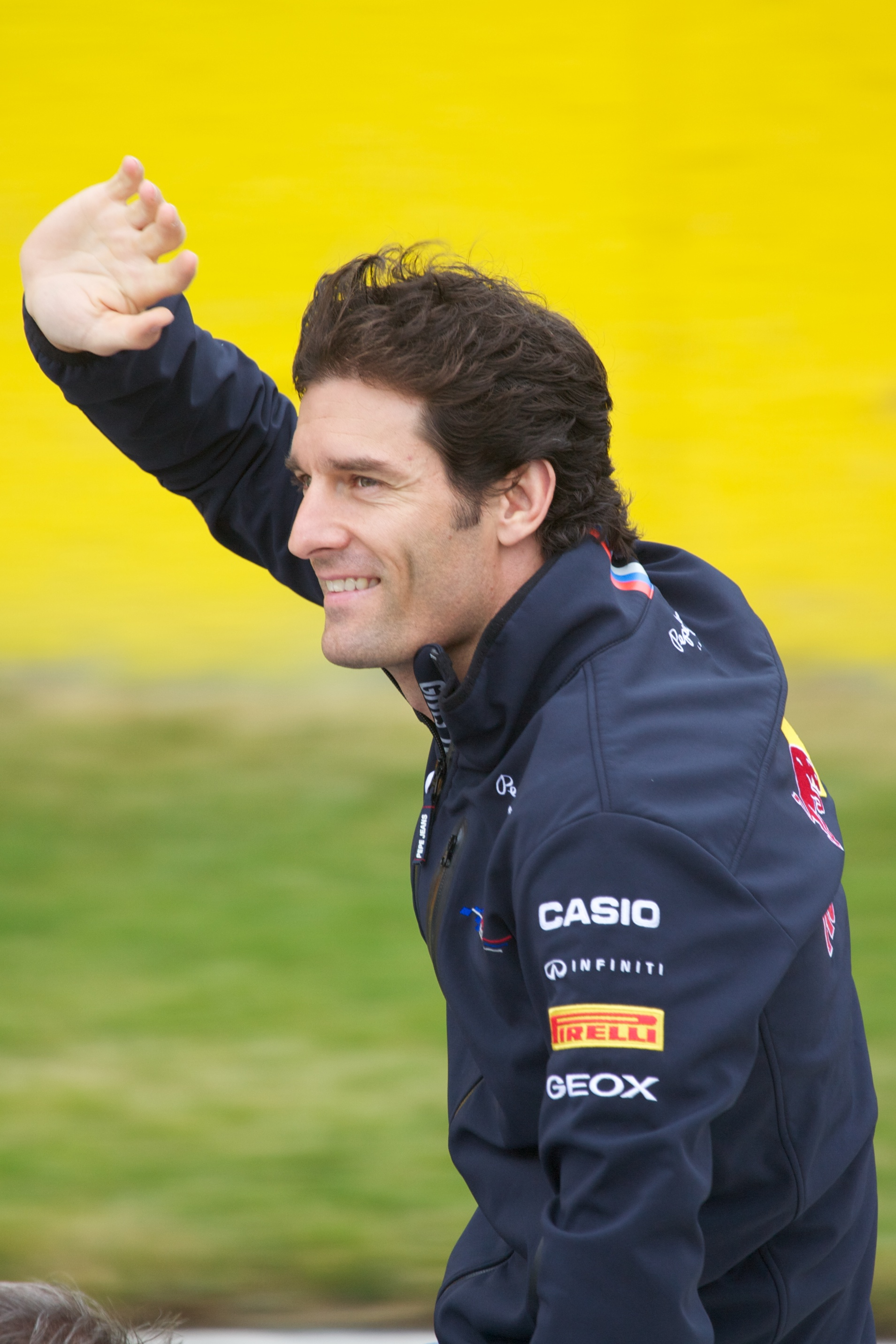
Під час Гран-прі Канади

Сезон 2011 року, Гран-прі Австралії Веббер розпочинає з старту 3 та фінішу на 5 місці на яке він відкотився після боротьби з Феттелем і, як результат, пошкодженого шасі. В Малазії він кваліфікується 3 але через відмовивиший на старті гонки КЕРС спочатку зміщується на понад 10 позицій назад, а потім починає відвойовувати позиції дійшовши до 4 місця та встановивши швидке коло. У Китаї він кваліфікується 18 після ще одної поломки КЕРСу, але обійшовши 15 болідів на треку фінішує 3. В Туреччині Веббер кваліфікується другим (на той момент це була його найкраща кваліфікація) але на старті програє позицію Ніко Росбергу. Пройшовши його і повернувшись на 2 місце решту гонки він проводить у боротьбі з Фернандо Алонсо в кінцевому рахунку посівши 2 місце після обгону останнього за 8 кіл до фінішу. У Іспанії Веббер забезпечує собі поул але втрачає його під час старту і опиняється 4. Марк кваліфікується 3 у Монако але упущення місця на старті, а пізніше затримка на пізньому піт-стопі викидають його за межі першої десятки. Пізніше пілот пробивається до 4 місця пройшовши Камуї Кобаяші на передостанньому колі і встановивши своє 4 найшвидше коло за сезон.
Веббер отримує поул-позицію на підсихаючій кваліфікації у Сільверстоуні, обійшовши Феттеля на 0.032 секунди. Перегони, однак, пішли не так добре, за повільним стартом були повільні піт-стопи через які Веббер опиняється на 4 місці слідом за Алонсо, Феттелем і Гамільтоном. Ближче до закінчення перегонів економія пального Гамільтоном дозволяє Вебберу пройти останноннього та скоротити розрив між ним та Феттелем до секунди. У цей момент команда попросила його «підтримувати розрив» та не намагатися пройти Феттеля. Однак, Веббер ігнорує дані запити і намагається пройти напарника котрий спромагається відбити їх і фінішувати 2. Марк закінчує перегони на 3 місці.
Єдину перемогу в сезоні Веббер отримує на Гран-прі Бразилії перехопивши лідерство у напарника, який мав проблеми з коробкою передач. З цим результатом він піднімається на 3 місце в чемпіонаті, випередивши Фернандо Алонсо. У свій актив Веббер також записує сьоме найшвидше гоночне коло за сезон в той час як іншим пілотам вдалося добитися не більше трьох аналогічних результатів. Це дозволило йому перший раз отримати DHL Fastest Lap Award — нагороду, що вручається пілоту Формули-1 за найбільшу кількість встановлених швидких кіл протягом сезону.

### 2012

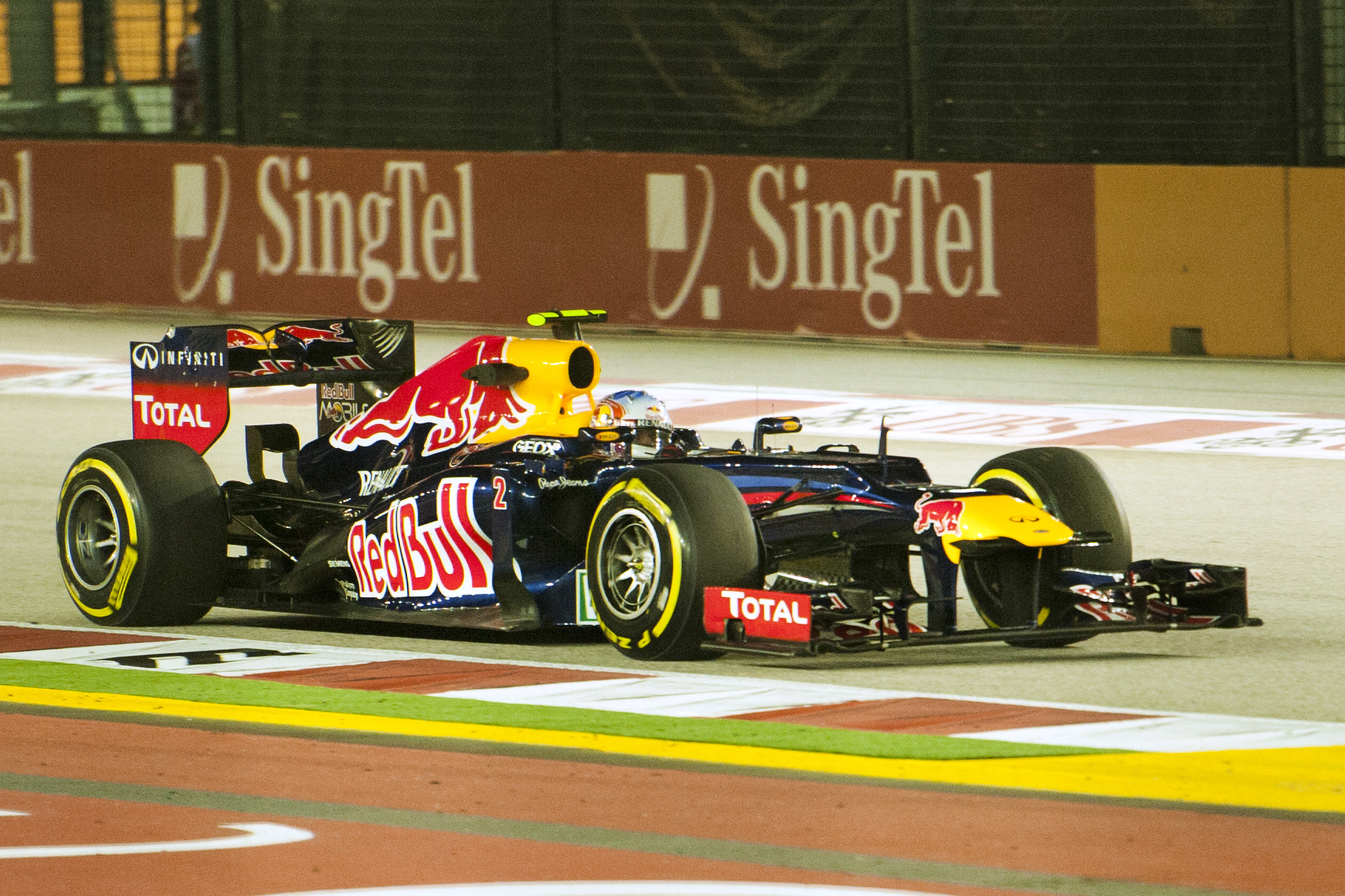
Нічні перегони в Сінгапурі

27 серпня 2011 р. оголошується, що Веббер залишається з Red Bull на сезон 2012 р., поруч з напарником Феттелем. Він кваліфікується 5 на Гран-прі Австралії випередивши Феттеля (6 результат) та домагається свого найкращого результату в домашніх перегонах — 4 місце.
З цим самим — 4 місцем він приїжджає у трьох наступних етапах в Малазії, Китаї і Бахрейні. На Гран-прі Монако пілот отримує поул-позицію: показавши другий найшвидший час у 3 сегменті кваліфікації він автоматично піднявся на 1 позицію вгору через 5-позиційне пенальті Міхаеля Шумахера оримане ним за інцидент на іспанському етапі. Перегони він виграє, Ніко Росберг та Фернандо Алонсо фінішують відповідно другим та третім. Втретє поспіль у Монако перемогу святкує пілот Red Bull, також вперше шість різних гонщиків виграли перш шість етапів чемпіонату. До того ж він стає першим австралійцем отримавши дві перемоги у Монако.
Другу перемогу в сезоні Веббер здобуває на Гран-прі Британії, пройшовши Алонсо наприкінці перегонів. Слідом за перемогою Веббер підписує 1-річне продовження контракту з Red Bull на сезон 2013 року. Пізніше він кваліфікується на поулі в Кореї попереду Феттеля але попри активну боротьбу в другій половині сезону здобуває лише 2 подіумних місця в Кореї та Індії де Red Bull були непереможними.

### 2013
Веббер залишається в Red Bull, на сезон 2013 р. котрий стане для нього останнім у команді. Напруженість між ним і напарником Феттелем зростає після того як німець обігнав Марка на заключній фазі перегонів у Малазії попри наказ команди кожному утримуватися на своїй позиції. Ще один подіум Веббер бере у Монако. 27 червня 2013 року Марк Веббер оголошує, що залишить Red Bull по закінченню сезону. На 2014 рік він підписує контракт з Porsche і виступатиме на новоствореному боліді LMP1 світовому чемпіонаті на витривалість включно з перегонами «24 години Ле-Ману».

## Окрім автоспорту
Веббер живе у Астон Клінтон, графство Бакінгемшир, Англія з Енн Ніл та сином від попереднього шлюбу Люком Барретом. Поза мотоспортом Веббер насолоджується «найбільш свіжоповітряними заняттями» включаючими в себе шосейний велоспорт, змагання на гірських велосипедах, теніс та фітнес. Він тричі вигравав щорічні професійно-аматорські змагання з тенісу у Барселоні (2002, 2004, 2005), а також посів друге місце за Хуаном Пабло Монтойєю у 2003. Веббер є, як затятим фанатом регбі вболіваючим за австралійську команду Canberra Raiders, так і фаном футболу, який підтримує виступаючий у Англійській Прем'єр Лізі клуб Сандерленд. В музичних уподобаннях його фаворитами є Pink, Oasis, INXS, Dizzee Rascal, U2 і Feeder.
Веббера також знають як великого шанувальника мотогонок, який здійснив декілька поїздок на змагання Isle of Man TT. У суботу, 2 червня 2012 р. гостем на даних змаганнях в серії Superbike TT, щоб особисто привітати свого близького товариша Джона МакГінесса здобувшого 18 перемогу.

### Благодійні змагання
У листопаді 2003 року Веббер організовує та проводить 10-денний похід через Тасманію з метою збору коштів для проведення досліджень у сфері лікування дитячого раку. Стартувавши у Мараваші (західне узбережжя острова) маршрут включив у себе 1 тис. кілометрів подоланих велосипедами, каяками і пішими походами по південному узбережжю та фінішував у Колес Бей, на сході Тасманії. Стартувало 4 команди по 4 члена в кожній але тільки 2 з них (включаючи Вебберову) змогли завершити подорож. Протягом маршруту австралійські спортивні зірки Патрік Рафтер, Стів Ваф, Кетті Фрімен, Джеймс Томкінс, сценарист Гай Ендрю та актор Джойл Едгертон брали участь у подоланні певних частин маршруту. У змагання було включено благодійні обіди та аукціони по збору коштів. Веббер зазначає, що був підштовхнутий до організації заходу після смерті свого дідуся від раку, а також досвідом спілкування з друзями чиї діти боролися проти цієї хвороби.
Після переходу Веббера з Ягуару до Вільямса наприкінці 2004 року, змагання не проводилися до 2006, коли він спромігся забезпечити 3-річну угоду з урядом Тасманії на проведення заходу. У 2006 подія (відтепер іменована «Mark Webber Pure Tasmania Challenge») була проведена протягом 6 днів та охопила майже 600 км. У ній брали участь 12 команд, що зібрали 500 тис. австралійських доларів на дитячу благодійність.
У 2007 р. змагання проводяться під час Гран-прі Австралії в Мельбурні коли до Веббера приєдналися зірки спорту, Кайлі Міноуг та голівудський актор Ентоні Едвардс. Похід був психологічно та фізично виснажуючими перегонами по Тасманії з метою благодійності, щоправда у новому форматі. Команди змагалися за нагороди у двох унікальних категоріях: Van Diemen Cup — призначеного суто для корпоративних команд з 4 осіб та 2theXtreme Cup — лише для команд, що складаються з двох відомих осіб. Обидві категорії передбачали піші походи, сплави на каяках і велосипедні маршрути, що загалом покривали близько 450 км пустелі внесеної до об'єктів всесвітньої спадщини і ідилічне узбережжя Фрейцинетського національного парку. Змагання проводилися з 17 по 23 листопада, вперше до них приєднався один з товаришів Веббера по Формулі-1 — Хейккі Ковалайнен.
Під час проведення цього ж заходу у 2008 р. Веббер ламає ногу після зіткнення його велосипеда з автомобілем. Інших ушкоджень він не зазнає але у зламану кістку було вставлено штифт.
У 2009 та 2010 рр. змагання не проводилися.
1 грудня 2010 р. було оголошено, що змагання знову відбудуться у 2011 р. Відповідальні за туризм в Тасманії, команда Марка Веббера та компанія Octagon Australia об'єдналися, щоб провести змагання у 2011, 2012 та 2013 рр.

## Повна таблиця результатів
Жирним шрифтом позначені етапи, на яких гонщик стартував з поулу.
Курсивом позначені етапи, на яких гонщик мав найшвидше коло.
| Рік  | Команда                  | Шасі          | Двигун                          | 1        | 2        | 3        | 4        | 5        | 6        | 7        | 8        | 9        | 10       | 11       | 12       | 13       | 14       | 15       | 16       | 17       | 18       | 19       | 20    | Місце в чемпіонаті | Очки в чемпіонаті |
| ---- | ------------------------ | ------------- | ------------------------------- | -------- | -------- | -------- | -------- | -------- | -------- | -------- | -------- | -------- | -------- | -------- | -------- | -------- | -------- | -------- | -------- | -------- | -------- | -------- | ----- | ------------------ | ----------------- |
| 2002 | KL Minardi Asiatech      | Minardi PS02  | Asiatech AT02 3.0 V10           | AUS 5    | MAL Схід | BRA 11   | SMR 11   | ESP НС   | AUT 12   | MON 11   | CAN 11   | EUR 15   | GBR Схід | FRA 8    | GER Схід | HUN 16   | BEL Схід | ITA Схід | USA Схід | JPN 10   |          |          |       | 16                 | 2                 |
| 2003 | Jaguar Racing            | Jaguar R4     | Cosworth CR-5 3.0 V10           | AUS Схід | MAL Схід | BRA 9    | SMR Схід | ESP 7    | AUT 7    | MON Схід | CAN 7    | EUR 6    | FRA 6    | GBR 14   | GER 11   | HUN 6    | ITA 7    | USA Схід | JPN 11   |          |          |          |       | 10                 | 17                |
| 2004 | Jaguar Racing            | Jaguar R5     | Cosworth CR-6 3.0 V10           | AUS Схід | MAL Схід | BHR 8    | SMR 13   | ESP 12   | MON Схід | EUR 7    | CAN Схід | USA Схід | FRA 9    | GBR 8    | GER 6    | HUN 10   | BEL Схід | ITA 9    | CHN 10   | JPN Схід | BRA Схід |          |       | 13                 | 7                 |
| 2005 | BMW WilliamsF1 Team      | Williams FW27 | BMW P84/5 3.0 V10               | AUS 5    | MAL Схід | BHR 6    | SMR 7    | ESP 6    | MON 3    | EUR Схід | CAN 5    | USA НС   | FRA 12   | GBR 11   | GER НК   | HUN 7    | TUR Схід | ITA 14   | BEL 4    | BRA НК   | JPN 4    | CHN 7    |       | 10                 | 36                |
| 2006 | WilliamsF1 Team          | Williams FW28 | Cosworth CA2006 2.4 V8 4 Series | BHR 6    | MAL Схід | AUS Схід | SMR 6    | EUR Схід | ESP 9    | MON Схід | GBR Схід | CAN 12   | USA Схід | FRA Схід | GER Схід | HUN Схід | TUR 10   | ITA 10   | CHN 8    | JPN Схід | BRA Схід |          |       | 14                 | 7                 |
| 2007 | Red Bull Racing          | Red Bull RB3  | Renault RS27 2.4 V8             | AUS 13   | MAL 10   | BHR Схід | ESP Схід | MON Схід | CAN 9    | USA 7    | FRA 12   | GBR Схід | EUR 3    | HUN 9    | TUR Схід | ITA 9    | BEL 7    | JPN Схід | CHN 10   | BRA Схід |          |          |       | 12                 | 10                |
| 2008 | Red Bull Racing          | Red Bull RB4  | Renault RS27 2.4 V8             | AUS Схід | MAL 7    | BHR 7    | ESP 5    | TUR 7    | MON 4    | CAN 12   | FRA 6    | GBR 10   | GER Схід | HUN 9    | EUR 12   | BEL 8    | ITA 8    | SIN Схід | JPN 8    | CHN 14   | BRA 9    |          |       | 11                 | 21                |
| 2009 | Red Bull Racing          | Red Bull RB5  | Renault RS27 2.4 V8             | AUS 12   | MAL 6‡   | CHN 2    | BHR 11   | ESP 3    | MON 5    | TUR 2    | GBR 2    | GER 1    | HUN 3    | EUR 9    | BEL 9    | ITA Схід | SIN Схід | JPN 17   | BRA 1    | ABU 2    |          |          |       | 4                  | 69,5              |
| 2010 | Red Bull Racing          | Red Bull RB6  | Renault RS27 2.4 V8             | BHR 8    | AUS 9    | MAL 2    | CHN 8    | ESP 1    | MON 1    | TUR 3    | CAN 5    | EUR Схід | GBR 1    | GER 6    | HUN 1    | BEL 2    | ITA 6    | SIN 3    | JPN 2    | KOR Схід | BRA 2    | ABU 8    |       | 3                  | 242               |
| 2011 | Red Bull Racing          | Red Bull RB7  | Renault RS27 2.4 V8             | AUS 5    | MAL 4    | CHN 3    | TUR 2    | ESP 4    | MON 4    | CAN 3    | EUR 3    | GBR 3    | GER 3    | HUN 5    | BEL 2    | ITA Схід | SIN 3    | JPN 4    | KOR 3    | IND 4    | ABU 4    | BRA 1    |       | 3                  | 258               |
| 2012 | Red Bull Racing          | Red Bull RB8  | Renault RS27 2.4 V8             | AUS 4    | MAL 4    | CHN 4    | BHR 4    | ESP 11   | MON 1    | CAN 7    | EUR 4    | GBR 1    | GER 8    | HUN 8    | BEL 6    | ITA 20   | SIN 11   | JPN 9    | KOR 2    | IND 3    | ABU Схід | USA Схід | BRA 4 | 6                  | 179               |
| 2013 | Infiniti Red Bull Racing | Red Bull RB9  | Renault RS27 2.4 V8             | AUS 6    | MAL 2    | CHN Схід | BHR 7    | ESP 5    | MON 3    | CAN 4    | GBR 2    | GER 7    | HUN 4    | BEL 5    | ITA 3    | SIN 15†  | KOR Схід | JPN 2    | IND Схід | ABU 2    | USA 3    | BRA 2    |       | 3                  | 199               |

‡ Зараховано половину очок через те, що перегони склали менше 75 % запланованої дистанції.

† Пілот не зміг завершити перегони але був класифікований подолавши понад 90 % дистанції.